# E-Prix de Nueva York de 2017
El Nueva York ePrix de 2017, oficialmente 2016-17 FIA Fórmula E Qualcomm New York City ePrix, fue una carrera de monoplazas eléctricos del campeonato de la FIA de Fórmula E que tuvo lugar el 15 y 16 de julio de 2017 en el Circuito callejero de Brooklyn de Nueva York, Estados Unidos.

## Carrera 1(15 de julio)

### Clasificación
Todos los horarios corresponden al huso horario local (UTC-2).

#### Resultados
| Hora de inicio 12:00 - Hora de finalización 12:36 |    |                        |                   |          |            |    |
| Pos.                                              | Nº | Piloto                 | Equipo            | Tiempo   | Super pole | P. |
| 1                                                 | 37 | Alex Lynn              | Virgin-Citroën    | 1:03.009 | 1:03.296   | 1  |
| 2                                                 | 66 | Daniel Abt             | Audi Sport ABT    | 1:02.888 | 1:03.534   | 2  |
| 3                                                 | 25 | Jean-Éric Vergne       | Techeetah-Renault | 1:03.091 | 1:03.537   | 3  |
| 4                                                 | 2  | Sam Bird               | Virgin-Citroën    | 1:02.806 | 1:03.557   | 4  |
| 5                                                 | 7  | Jérôme d'Ambrosio      | Dragon-Penske     | 1:02.881 | 1:07.203   | 5  |
| 6                                                 | 23 | Nick Heidfeld          | Mahindra          | 1:03.193 |            | 6  |
| 7                                                 | 3  | Nelson Piquet Jr.      | NextEV NIO        | 1:03.361 |            | 7  |
| 8                                                 | 88 | Oliver Turvey          | NextEV NIO        | 1:03.385 |            | 8  |
| 9                                                 | 8  | Nico Prost             | e.Dams-Renault    | 1:03.433 |            | 9  |
| 10                                                | 11 | Lucas di Grassi        | Audi Sport ABT    | 1:03.480 |            | 10 |
| 11                                                | 33 | Stéphane Sarrazin      | Techeetah-Renault | 1:03.508 |            | 11 |
| 12                                                | 6  | Loïc Duval             | Dragon-Penske     | 1:03.521 |            | 12 |
| 13                                                | 47 | Adam Carroll           | Jaguar            | 1:03.555 |            | 13 |
| 14                                                | 20 | Mitch Evans            | Jaguar            | 1:03.637 |            | 14 |
| 15                                                | 4  | Tom Dillmann           | Venturi           | 1:03.795 |            | 15 |
| 16                                                | 27 | Robin Frijns           | Andretti-BMW      | 1:03.830 |            | 16 |
| 17                                                | 19 | Felix Rosenqvist       | Mahindra          | 1:04.300 |            | 17 |
| 18                                                | 28 | António Félix da Costa | Andretti-BMW      | 1:04.585 |            | 18 |
| 19                                                | 9  | Pierre Gasly           | e.Dams-Renault    | 1:04.936 |            | 19 |
| 20                                                | 5  | Maro Engel             | Venturi           | 1:17.591 |            | 20 |

### Carrera
Todos los horarios corresponden al huso horario local (UTC-2).

#### Resultados
| Hora de inicio 16:00 |    |                        |                   |       |                 |    |        |
| Pos.                 | Nº | Piloto                 | Equipo            | Vtas. | Tiempo/Retirado | P. | Puntos |
| 1                    | 2  | Sam Bird               | Virgin-Citroën    | 43    | 52:29.275       | 4  | 25     |
| 2                    | 25 | Jean-Éric Vergne       | Techeetah-Renault | 43    | +1.354          | 3  | 18     |
| 3                    | 33 | Stéphane Sarrazin      | Techeetah-Renault | 43    | +4.392          | 11 | 15     |
| 4                    | 11 | Lucas di Grassi        | Audi Sport ABT    | 43    | +6.155          | 10 | 12     |
| 5                    | 6  | Loïc Duval             | Dragon-Penske     | 43    | +8.428          | 12 | 10     |
| 6                    | 88 | Oliver Turvey          | NextEV NIO        | 43    | +8.952          | 8  | 8      |
| 7                    | 9  | Pierre Gasly           | e.Dams-Renault    | 43    | +9.321          | 19 | 6      |
| 8                    | 8  | Nico Prost             | e.Dams-Renault    | 43    | +10.036         | 9  | 4      |
| 9                    | 27 | Robin Frijns           | Andretti-BMW      | 43    | +11.019         | 16 | 2      |
| 10                   | 47 | Adam Carroll           | Jaguar            | 43    | +12.073         | 13 | 1      |
| 11                   | 3  | Nelson Piquet Jr.      | NextEV NIO        | 43    | +12.977         | 7  |        |
| 12                   | 28 | António Félix da Costa | Andretti-BMW      | 43    | +13.341         | 18 |        |
| 13                   | 4  | Tom Dillmann           | Venturi           | 43    | +16.337         | 15 |        |
| 14                   | 66 | Daniel Abt             | Audi Sport ABT    | 42    | Battery         | 2  |        |
| 15                   | 19 | Felix Rosenqvist       | Mahindra          | 42    | +1 Lap          | 17 |        |
| 16                   | 23 | Nick Heidfeld          | Mahindra          | 34    | Wheel nut       | 6  |        |
| Ret                  | 5  | Maro Engel             | Venturi           | 30    | Engine          | 20 | 1      |
| Ret                  | 37 | Alex Lynn              | Virgin-Citroën    | 23    | Driveshaft      | 1  | 3      |
| Ret                  | 7  | Jérôme d'Ambrosio      | Dragon-Penske     | 22    | Oil Pressure    | 5  |        |
| Ret                  | 20 | Mitch Evans            | Jaguar            | 18    | Wheel           | 14 |        |

## Carrera 2(16 de julio)

### Clasificación
Todos los horarios corresponden al huso horario local (UTC-2).

#### Resultados
| Hora de inicio 9:00 - Hora de finalización 9:36 |    |                        |                   |          |            |    |
| Pos.                                            | Nº | Piloto                 | Equipo            | Tiempo   | Super pole | P. |
| 1                                               | 2  | Sam Bird               | Virgin-Citroën    | 1:02.246 | 1:02.285   | 1  |
| 2                                               | 19 | Felix Rosenqvist       | Mahindra          | 1:02.164 | 1:02.322   | 2  |
| 3                                               | 25 | Jean-Éric Vergne       | Techeetah-Renault | 1:02.204 | 1:02.544   | 3  |
| 4                                               | 9  | Pierre Gasly           | e.Dams-Renault    | 1:02.080 | 1:03.173   | 4  |
| 5                                               | 23 | Nick Heidfeld          | Mahindra          | 1:02.372 | 1:03.210   | 5  |
| 6                                               | 5  | Maro Engel             | Venturi           | 1:02.579 |            | 6  |
| 7                                               | 88 | Oliver Turvey          | NextEV NIO        | 1:02.583 |            | 7  |
| 8                                               | 66 | Daniel Abt             | Audi Sport ABT    | 1:02.688 |            | 8  |
| 9                                               | 11 | Lucas di Grassi        | Audi Sport ABT    | 1:02.720 |            | 9  |
| 10                                              | 4  | Tom Dillmann           | Venturi           | 1:02.807 |            | 10 |
| 11                                              | 27 | Robin Frijns           | Andretti-BMW      | 1:02.820 |            | 11 |
| 12                                              | 33 | Stéphane Sarrazin      | Techeetah-Renault | 1:02.853 |            | 12 |
| 13                                              | 20 | Mitch Evans            | Jaguar            | 1:02.868 |            | 13 |
| 14                                              | 7  | Jérôme d'Ambrosio      | Dragon-Penske     | 1:02.900 |            | 14 |
| 15                                              | 8  | Nico Prost             | e.Dams-Renault    | 1:03.038 |            | 15 |
| 16                                              | 3  | Nelson Piquet Jr.      | NextEV NIO        | 1:03.184 |            | 16 |
| 17                                              | 37 | Alex Lynn              | Virgin-Citroën    | 1:03.225 |            | 17 |
| 18                                              | 28 | António Félix da Costa | Andretti-BMW      | 1:03.330 |            | 18 |
| 19                                              | 6  | Loïc Duval             | Dragon-Penske     | 1:03.547 |            | 19 |
| 20                                              | 47 | Adam Carroll           | Jaguar            | 1:03.594 |            | 20 |

### Carrera
Todos los horarios corresponden al huso horario local (UTC-2).

#### Resultados
| Hora de inicio 13:00 |    |                        |                   |       |                 |    |        |
| Pos.                 | Nº | Piloto                 | Equipo            | Vtas. | Tiempo/Retirado | P. | Puntos |
| 1                    | 2  | Sam Bird               | Virgin-Citroën    | 49    | 58:09.388       | 1  | 25     |
| 2                    | 19 | Felix Rosenqvist       | Mahindra          | 49    | +11.381         | 2  | 18     |
| 3                    | 23 | Nick Heidfeld          | Mahindra          | 49    | +12.319         | 5  | 15     |
| 4                    | 9  | Pierre Gasly           | e.Dams-Renault    | 49    | +12.355         | 4  | 12     |
| 5                    | 11 | Lucas di Grassi        | Audi Sport ABT    | 49    | +23.451         | 9  | 10     |
| 6                    | 8  | Nico Prost             | e.Dams-Renault    | 49    | +30.471         | 14 | 8      |
| 7                    | 4  | Tom Dillmann           | Venturi           | 49    | +41.862         | 10 | 6      |
| 8                    | 25 | Jean-Éric Vergne       | Techeetah-Renault | 49    | +52.292         | 3  | 4      |
| 9                    | 27 | Robin Frijns           | Andretti-BMW      | 49    | +60.475         | 19 | 2      |
| 10                   | 7  | Jérôme d'Ambrosio      | Dragon-Penske     | 49    | +72.659         | 14 | 1      |
| 11                   | 47 | Adam Carroll           | Jaguar            | 49    | +101.134        | 18 |        |
| 12                   | 33 | Stéphane Sarrazin      | Techeetah-Renault | 48    | +1 Lap          | 11 |        |
| 13                   | 6  | Loïc Duval             | Dragon-Penske     | 48    | +1 Lap          | 17 |        |
| 14                   | 88 | Oliver Turvey          | NextEV NIO        | 48    | +1 Lap          | 7  |        |
| 15                   | 28 | António Félix da Costa | Andretti-BMW      | 48    | +1 Lap          | 16 |        |
| 16                   | 3  | Nelson Piquet Jr.      | NextEV NIO        | 46    | +3 Laps         | 20 |        |
| Ret                  | 5  | Maro Engel             | Venturi           | 22    | Eléctrico       | 6  |        |
| Ret                  | 37 | Alex Lynn              | Virgin-Citroën    | 19    | Caja de cambios | 15 |        |
| Ret                  | 66 | Daniel Abt             | Audi Sport ABT    | 18    | Suspensión      | 8  | 1      |
| Ret                  | 20 | Mitch Evans            | Jaguar            | 5     | Transmisión     | 12 |        |